# Takuya Ohata
Takuya Ohata (大畑 拓也 Ohata Takuya?, nacido el 28 de mayo de 1990 en Ise) es un futbolista japonés que se desempeña como guardameta.

## Trayectoria

### Clubes
| Club              | País  | Año         |
| ----------------- | ----- | ----------- |
| Júbilo Iwata      | Japón | 2009 - 2010 |
| Azul Claro Numazu | Japón | 2015 - 2016 |
| SC Sagamihara     | Japón | 2017 -      |

## Estadística de carrera

### J. League
| Club          | Año   | J. League | J. League | Copa J. League | Copa J. League | Total | Total |
| Club          | Año   | Part.     | Goles     | Part.          | Goles          | Part. | Goles |
| ------------- | ----- | --------- | --------- | -------------- | -------------- | ----- | ----- |
| Júbilo Iwata  | 2009  | 0         | 0         | 0              | 0              | 0     | 0     |
| Júbilo Iwata  | 2010  | 0         | 0         | 0              | 0              | 0     | 0     |
| SC Sagamihara | 2017  | 1         | 0         | -              | -              | 1     | 0     |
| Total         | Total | 1         | 0         | 0              | 0              | 1     | 0     |